# لمی دو پرادو
لمی دو پرادو (به پرتغالی: Leme do Prado) یک منطقهٔ مسکونی در برزیل است که در میناز ژرایس واقع شده‌است. لمی دو پرادو ۲۸۱ کیلومتر مربع مساحت و ۴٬۹۲۰ نفر جمعیت دارد و ۴۳۱ متر بالاتر از سطح دریا واقع شده‌است.